# Неваш
Нева́ш (фр. Névache, окс. Nevascha) — коммуна во Франции, находится в регионе Прованс — Альпы — Лазурный Берег. Департамент коммуны — Верхние Альпы. Входит в состав кантона Северный Бриансон. Округ коммуны — Бриансон.
Код INSEE коммуны — 05093.

## Население
Население коммуны на 2008 год составляло 334 человека.
| 1962 | 1968 | 1975 | 1982 | 1990 | 1999 | 2008 |
| ---- | ---- | ---- | ---- | ---- | ---- | ---- |
| 74   | 128  | 119  | 191  | 245  | 290  | 334  |

## Экономика
В 2007 году среди 221 человек в трудоспособном возрасте (15—64 лет) 167 были экономически активными, 54 — неактивными (показатель активности — 75,6 %, в 1999 году было 74,3 %). Из 167 активных работали 157 человек (80 мужчин и 77 женщин), безработных было 10 (6 мужчин и 4 женщины). Среди 54 неактивных 17 человек были учениками или студентами, 20 — пенсионерами, 17 были неактивными по другим причинам.

## Достопримечательности
- Церковь Сен-Марселлин (XV век), исторический памятник, построена на месте бывшего замка, основой служила башня XI века.
- Церковь Сен-Себастьен и часовня Нотр-Дам-де-Грас, имеют настенную живопись XV—XVI веков.
- Часовня Сент-Ипполит.

## Фотогалерея

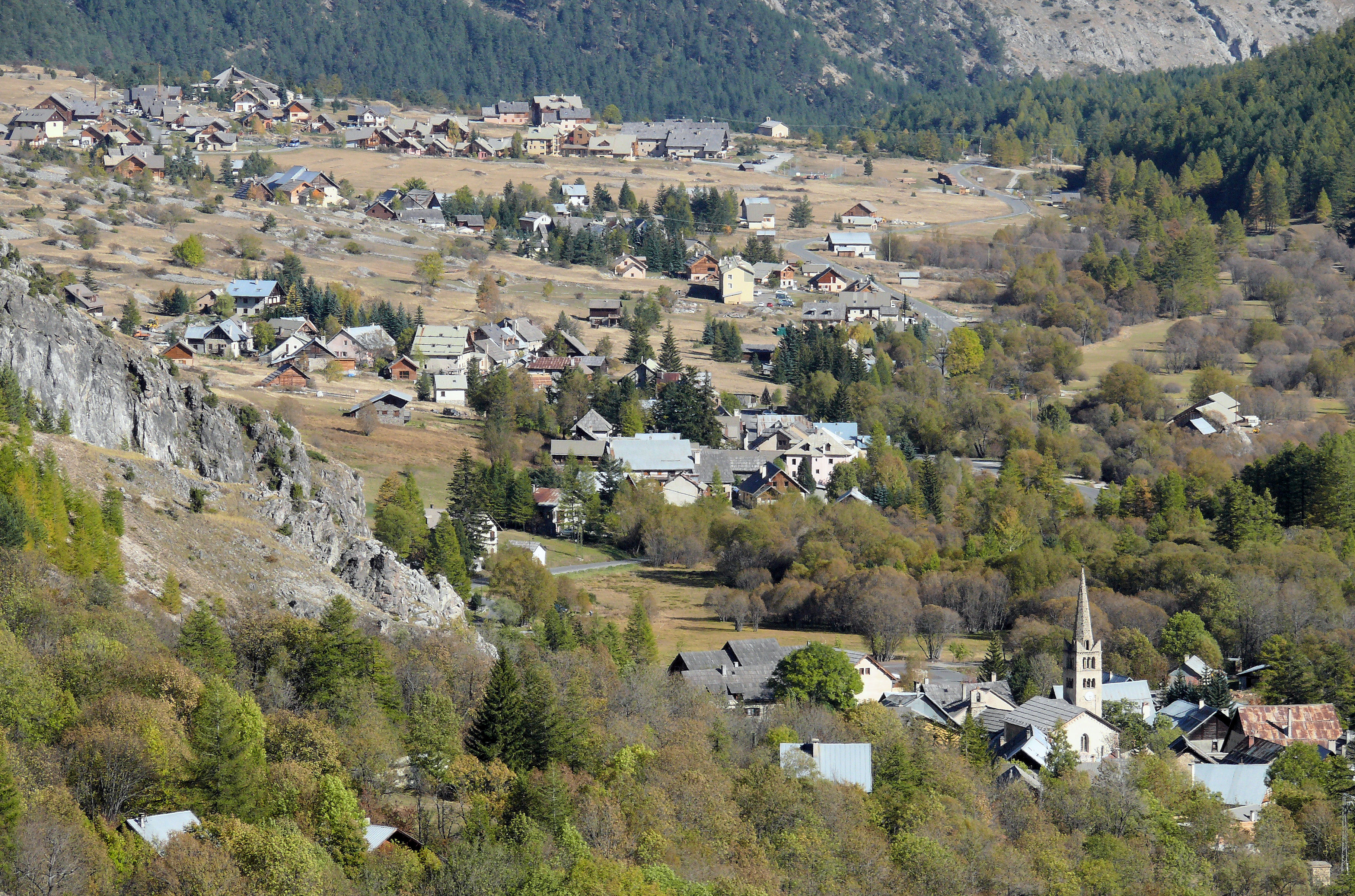
Неваш
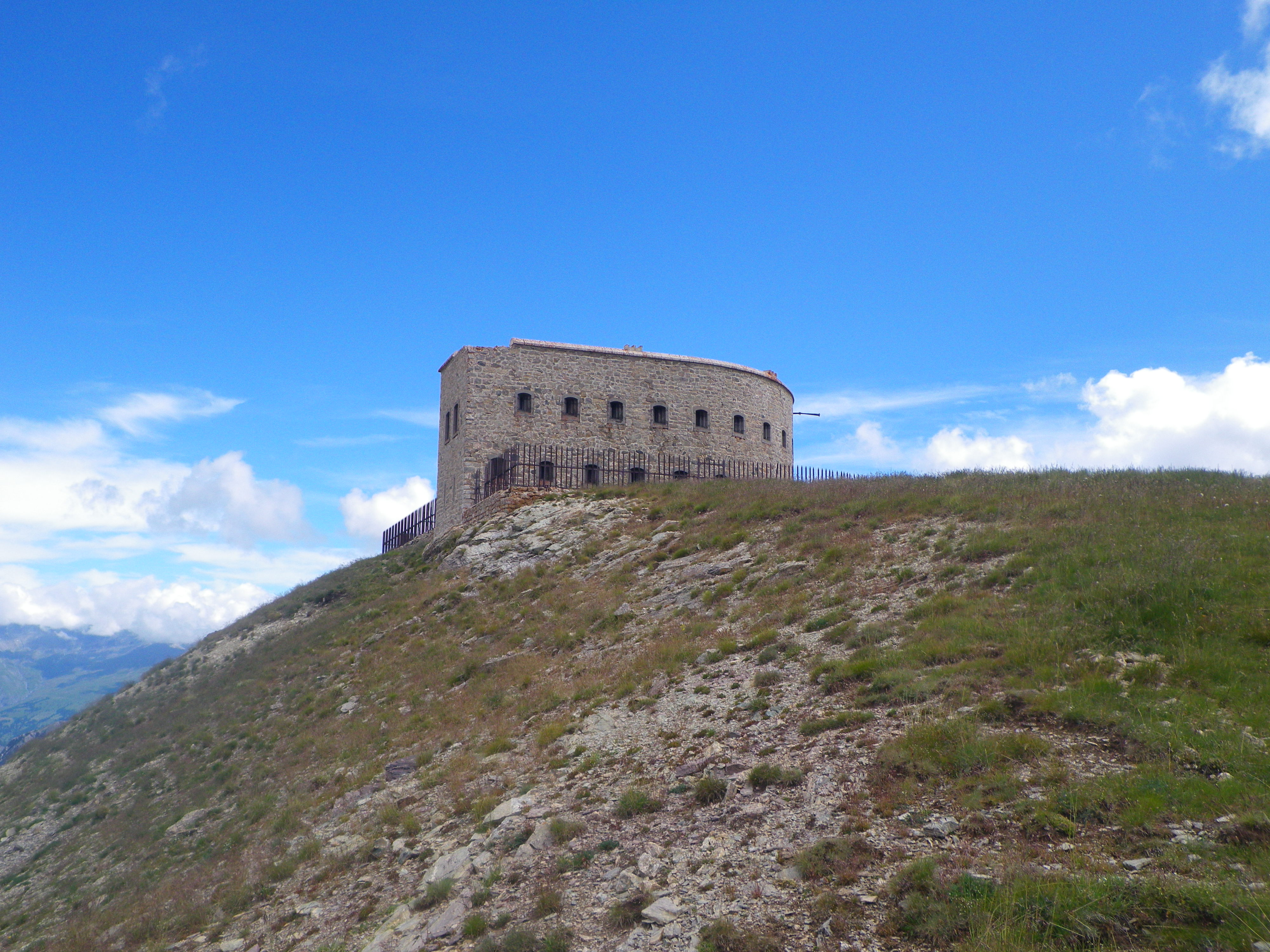
Форт Ленлон
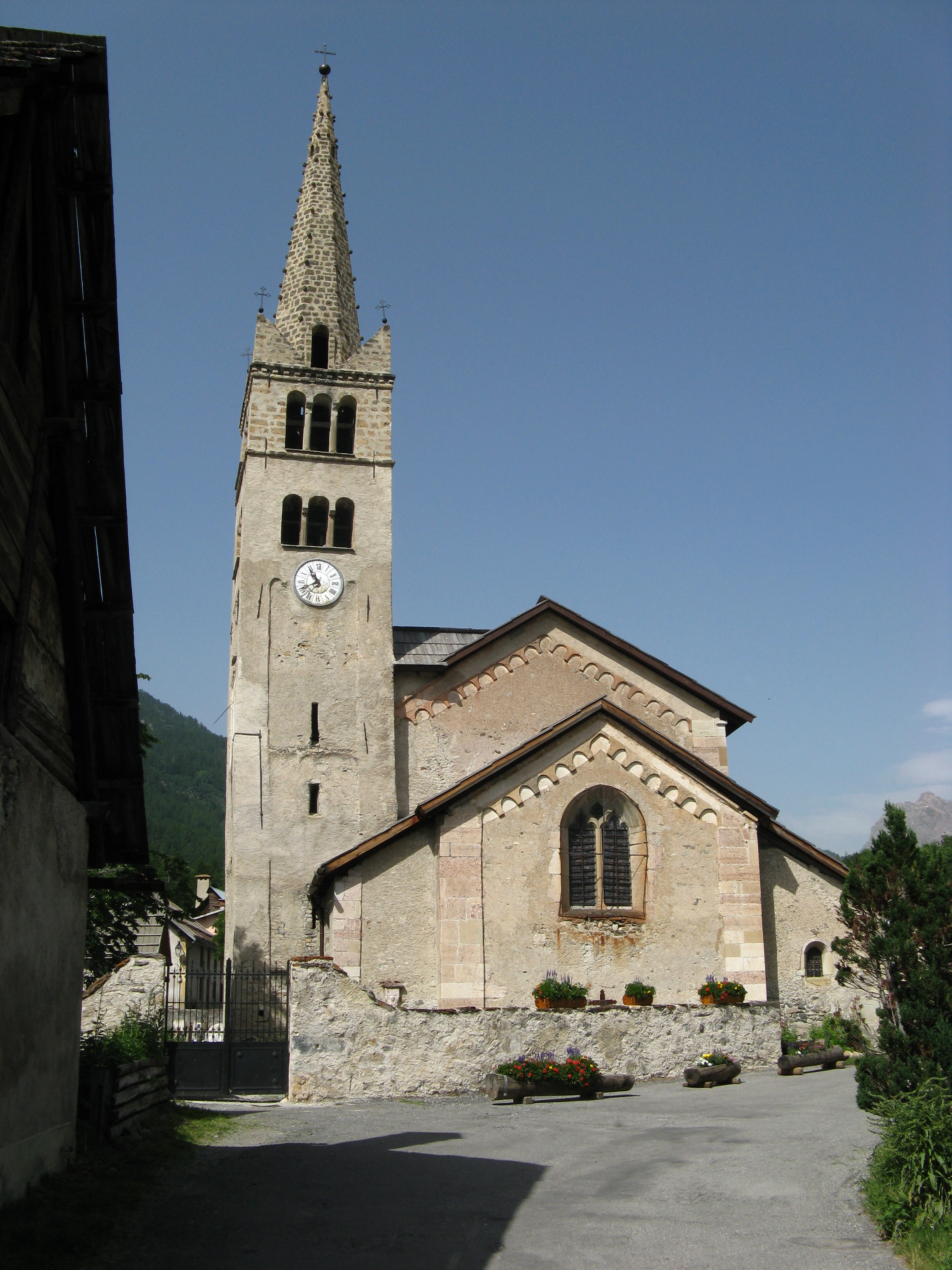
Церковь Сен-Марселлин
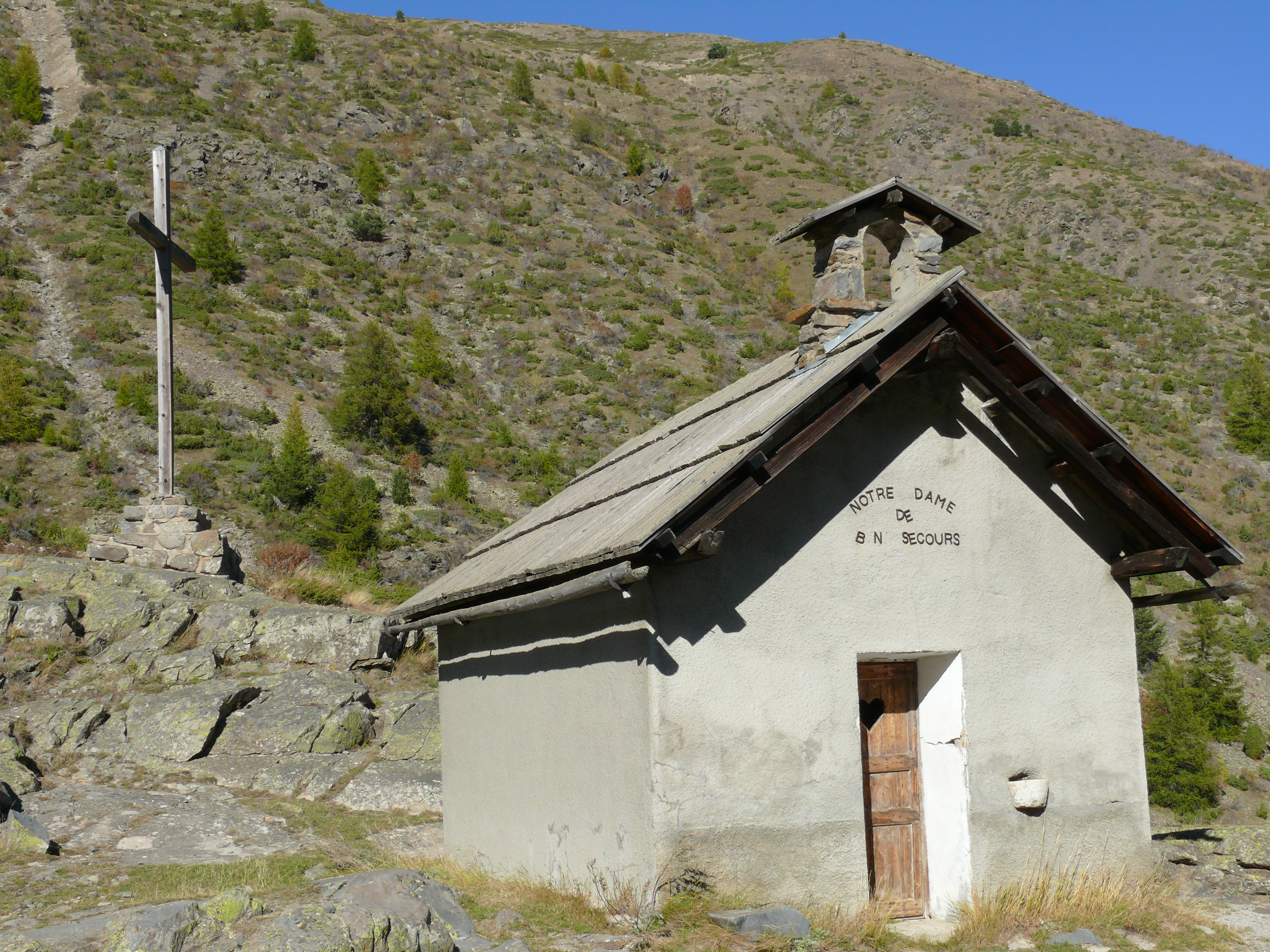
Часовня Нотр-Дам-де-Бон-Секур